# Маннингс, Альфред Джеймс
Сэр Альфред Джеймс Маннингс (англ. Alfred James Munnings, 8 октября 1878 — 17 июля 1959) — английский художник XIX и XX веков.
один из лучших художников Англии, изображавший лошадей, откровенный противник модернизма. 
Занимаясь Фондом канадского военного мемориала лорда Бивербрука после Первой мировой войны, он получил несколько престижных заказов, благодаря которым стал весьма состоятельным человеком.

## Биография
Альфред Маннингс родился 8 октября 1878 году в Мендхэме, в графстве Суффолк, напротив городка Харльстон в Норфолке, разделяющихся речкой Вавни. Его отец управлял водяной мельницой в Мендхэме. В возрасте четырнадцати лет он был отдан в Норидж печатнику, в течение следующих шести лет проектировал и составлял рекламные плакаты, а в свободное время учился в Нориджской школе искусств. По окончании учёбы он всё своё время полностью посвятил живописи. 
Потеря зрения в правом глазу в результате несчастного случая в 1898 году не помешала его стремлению рисовать, а в 1899 году две его картины были представлены на летней выставке Королевской Академии. Чаще всего он рисовал сцены из сельской жизни, цыган или ирландских путешественников и лошадей. Он был тесно связан с Ньюлинской школой художников, где встретил Флоренс Картер-Вуд (1888-1914), молодую наездницу и художницу. Они поженились 19 января 1912, но уже на медовый месяц она пыталась покончить собой, и в 1914 году ей это удалось. В 1919 году Маннингс купил в Дедхэме, названный им «домом своей мечты». 
Дом и прилегающие вокруг мастерские широко использовались им на протяжении всей своей карьеры, в начале 1960-х годов, после смерти Маннингса, он был открыт как Художественный музей Маннингса. Во второй раз Маннингс женился в 1920 году; его вторая жена, Вайолет Макбрайд, была тоже всадницей. Ни в одном из обоих браков у него не было детей. Несмотря на то, что его вторая жена поощряла его принимать заказы от общественных деятелей, более всего Маннингс стал известен как живописец, изображающий лошадей: 
часто участвующих в охоте и на скачках.

## Художник—баталист

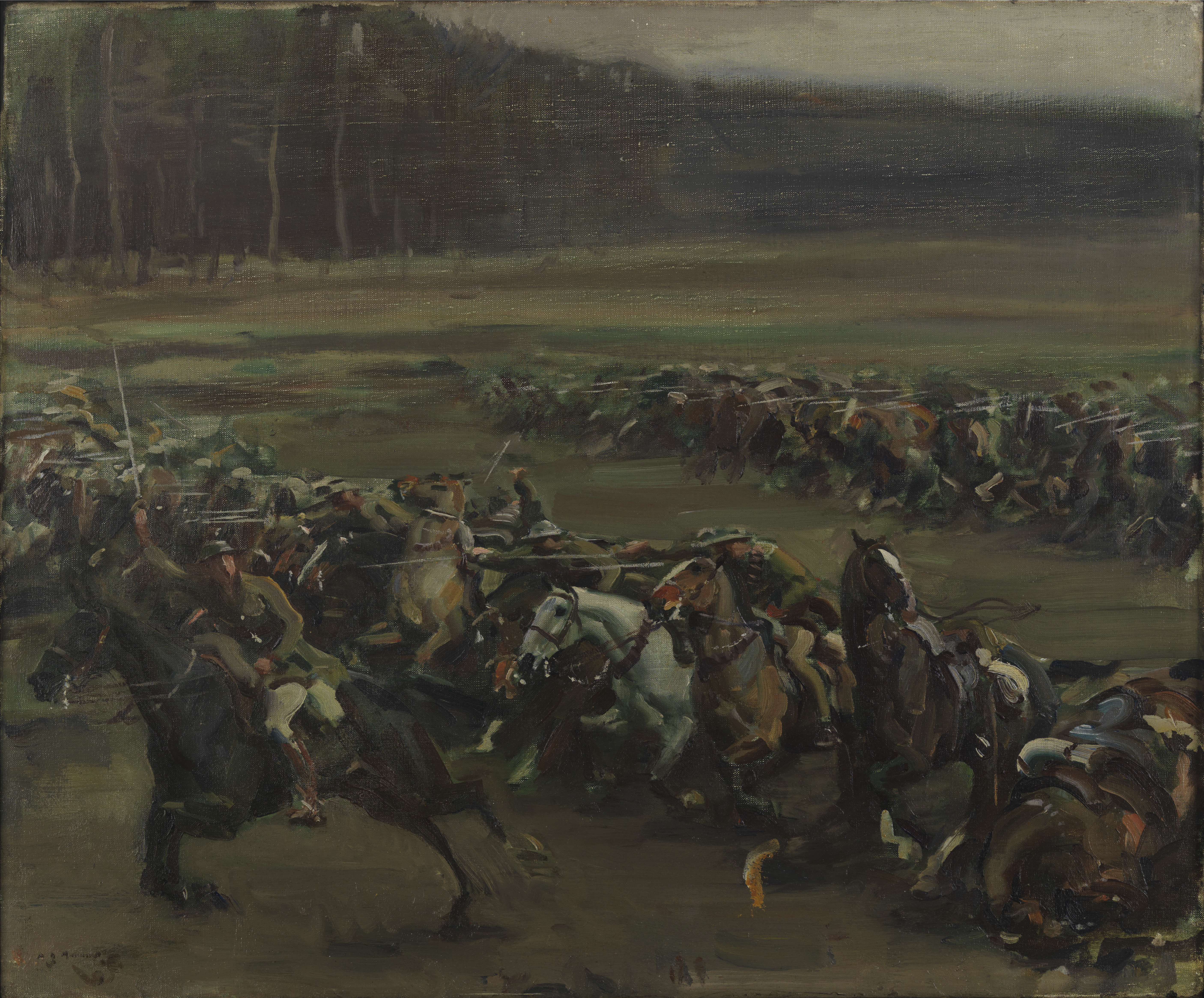
Атака эскадрона Г. Фловердю (1918), Канадский военный музей

Несмотря на то, что в армию он пошёл служить добровольцем, его признали непригодным для службы. В 1917 году его участие в войне заключилось гражданской работой за пределами фронта, он отправлял десятки тысяч канадских лошадей во Францию — и зачастую на смерть. Позже он был назначен на одно из конных ремонтных депо Западном фронте.
Во второй половине войны талант Маннингса был использован в качестве военного художника в канадской кавалерийской бригаде, под покровительством Макса Эйткена. 
Во время войны он написал много сцен и портретов, в том числе конный портрет генерала Джека Сили в 1918 году (в настоящее время находится в коллекции Национальной галереи Канады, Оттава). Маннингс работал над этим полотном в нескольких тысячах ярдах от линии фронта с немцами. Когда соединению генерала Сили пришлось спешно отступать, художник обнаружил, как легко оказаться под снарядным огнём.
В 1918 году Маннингсом создано полотно Атака эскадрона Г. Фловердю, известного как «последняя великая кавалерия» в сражении при Moрэй Вуд, за успешное отражение укрепившихся немецких войск Гордон Фловердю был посмертно награждён Крестом Виктории.
Канадский корпус лесного хозяйства пригласил Маннингса совершить поездку в свои рабочие лагеря, где он создал множество рисунков, акварелей и картин, в том числе Тягловые лошади на лесопилке в лесу Дре во Франции в 1918 году.  Роль этих лошадей была недооценена и занижена; известно, что лошадь была единственной крупнейшей поставкой, отправленной на фронт некоторыми странами. 
Выставка «Канадский военный отчёт» в Королевской академии, состоявшаяся после окончания войны, включила в себя сорок пять холстов Маннингса.

### Более поздняя карьера
В 1944 году Маннингс был избран президентом Королевской академии художеств. В 1944 году он был возведен в рыцарство, а в 1947 году стал кавалером Королевского Викторианского ордена. 
Его президентство хорошо известно прощальной речью, которой он выступил в 1949 году и в котором раскритиковал модернизм. Вещание было услышано миллионами слушателей радио BBC.
Очевидно, нетрезвый Маннингс утверждал, что работы Сезанна, Матисса и Пикассо извратили искусство. 
Он напомнил, что Уинстон Черчилль однажды сказал ему: «Альфред, если бы Вы встретили Пикассо, сходящего на улице Вы бы вместе со мной ногами с его ... кое-что кое-что сделали бы?», которому Маннингс ответил: «Да, сэр, я бы это сделал».
Он умер в Кастл Хаус, в Дедхэме, Эссекс, 17 июля 1959 году. После его смерти его жена открыла в их доме в Дедхэме музей его произведений. В его честь в Мендхеме названы улица и паб.
В фильме Лето в феврале, который был выпущен в Великобритании в 2013 году роль Маннингса исполнил актёр Доминик Купер. Фильм снят по роману  писателя Джонатана Смита.

## На аукционе
Его произведения на спортивные темы пользуются чрезвычайной популярностью в Соединенных Штатах, а также в Соединенном Королевстве и в других местах. 
Пока он был жив, он представлялся агентами Фрост & Рид из Лондона, работы Маннингса приобретались некоторыми сегодняшними богатейшими коллекционерами.
Самая высокая цена на аукционе 2007 года, заплаченная за картину Маннингса Кобыла Рыжая принцесса, стоимость которой составила $ 7848000, которая намного превысила его предыдущего рекорда 4292500 $, установленного на аукционе Кристис в декабре 1999 года. Это была одна из четырех работ Маннингса, выставленная на аукционе. 
Кобыла Рыжая принцесса (холст, масло), является 40-60-дюймовым произведением, созданная в 1921 году и оцененная от 4000000 $ до 6000000 $.